# Melitturga syriaca
Melitturga syriaca är en biart som beskrevs av Heinrich Friese 1899. Melitturga syriaca ingår i släktet Melitturga och familjen grävbin. Inga underarter finns listade i Catalogue of Life.